# Слобідка (Вінницький район)
Слобі́дка — село в Україні, у Іллінецькій міській територіальній громаді Вінницького району Вінницької області.

## Назва
7 червня 1946 р. село Лядська Слобідка Іллінецького району отримало назву «Слобідка» і Лядсько-Слобідську сільську Раду названо Слобідською.

## Історія
12 червня 2020 року, відповідно до розпорядження Кабінету Міністрів України № 707-р «Про визначення адміністративних центрів та затвердження територій територіальних громад Вінницької області» село увійшло до складу Іллінецької міської громади.
19 липня 2020 року, в результаті адміністративно-територіальної реформи та ліквідації Іллінецького району, село увійшло до складу Вінницького району.

## Символіка
Затверджена 18 червня 2018 р. рішенням № 646 XXXIV сесії міської ради VIII скликання. Автори — В. М. Напиткін, К. М. Богатов, Ю. І. Весна.

### Герб
У лазуровому щиті дві золоті шаблі в косий хрест, супроводжувані в главі срібним покровом. Герб вписаний в золотий декоративний картуш і увінчаний золотою сільською короною. Унизу картуша напис «СЛОБІДКА».
Шаблі означають козацьке минуле, покров — Свято-Покровську церкву.

### Прапор
На квадратному синьому полотнищі дві жовті шаблі в косий хрест, супроводжувані вгорі білим покровом.